# Assonans
 Der er for få eller ingen kildehenvisninger i denne artikel, hvilket er et problem. Du kan hjælpe ved at angive troværdige kilder til de påstande, som fremføres i artiklen.

Assonans er en form for ufuldkomment rim, hvor lyde, især vokaler, inde i ordene stemmer overens (for eksempel: "Skriget hvinede").
Assonans eller halvrim anvendes i metrikken ved lydlighed mellem vokaler i trykstærke stavelser eller i starten af hvert ord.
Assonans blev udbredt i ældre typer af poesi, for eksempel i det oldnordiske versemål drottkvætt. I skjaldesproget kaldtes sådanne rim hendingar.
| Sprog og litteratur | Spire Denne artikel om litteratur er en spire som bør udbygges. Du er velkommen til at hjælpe Wikipedia ved at udvide den. |